# Kostel svatého Marka (Střítež)
Kostel svatého Marka je filiální kostel římskokatolické farnosti Třebíč-Jejkov. Kostel se nachází ve Stříteži na vyvýšeném kopci jižně nad vesnicí, uvádí se, že v prostoru kostela se dříve mohlo nacházet sídliště či hradiště, snad nazývané Kosovice. Kostel je vystavěn jako jednolodní stavba s jediným oltářem směřovaným k východu.

## Historie
Na místě nynějšího kostela od roku 863 měl stát dřevěný kostelík.
Kostel měl být postaven ve 12. století snad pod patronátem třebíčských benediktinských mnichů, ke kostelu do roku 1607 patřila protestantská fara, ta pak zanikla a kostel přešel pod majetek kostela sv. Martina z Tours v Třebíči. V roce 1785 byl kostel přiřazen k farnímu kostelu Proměnění páně v Třebíči.
Varhany v kostele byly zřízeny v roce 1882, součástí kostela je také oltářní obraz z roku 1797, jeho autorem by měl být Václav Hartmann. Ve věží kostela jsou dva zvony, původně z roku 1521 a 1553, ten novější byl v roce 1942 použit pro válečné účely, nicméně se v roce 1945 vrátil zpět ke kostelu. V roce 1995 pukl a později v roce 1996 byl zakoupen nový zvon a vysvěcen byl v témže roce Jiřím Paďourem. U kostela se nachází hřbitov, jehož součástí je kříž z roku 1871.
Roku 1884 byla ke kostelu přistavěna sakristie a probourán nový vchod, roku 1882 získal kostel nové varhany a v roce 1895 byly v kostele probourána nová okna. V roce 1901 byl kostel značně opraven, také byl umístěn nový oltář a nová kazatelna. V roce 1929 byla stržena střecha kostela a roku 1936 byl kostel moderně upraven brizolitem a umělým kamenem. V roce 1945 byly instalovány sochy Panny Marie a sv. Josefa.

## Galerie

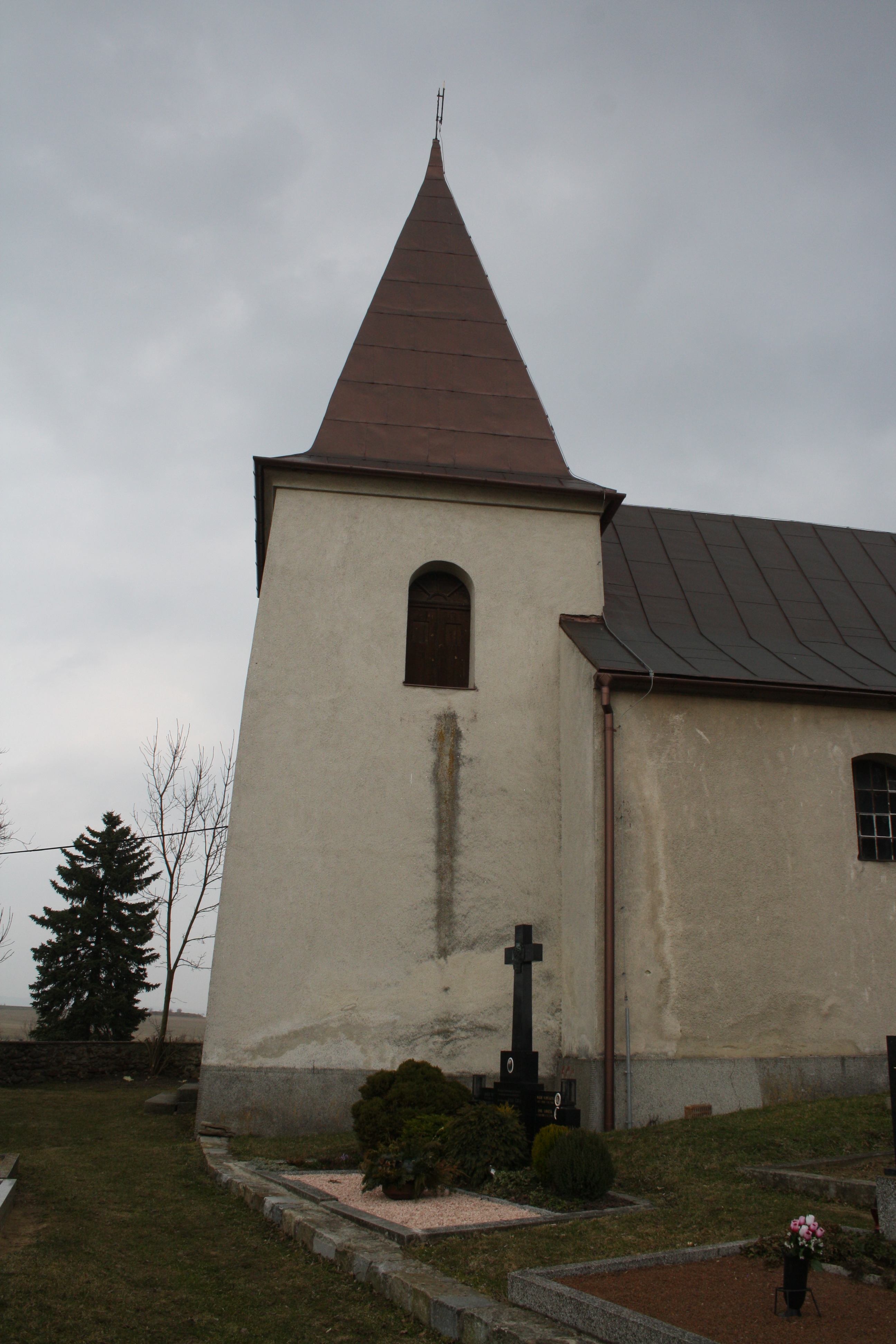
Věž
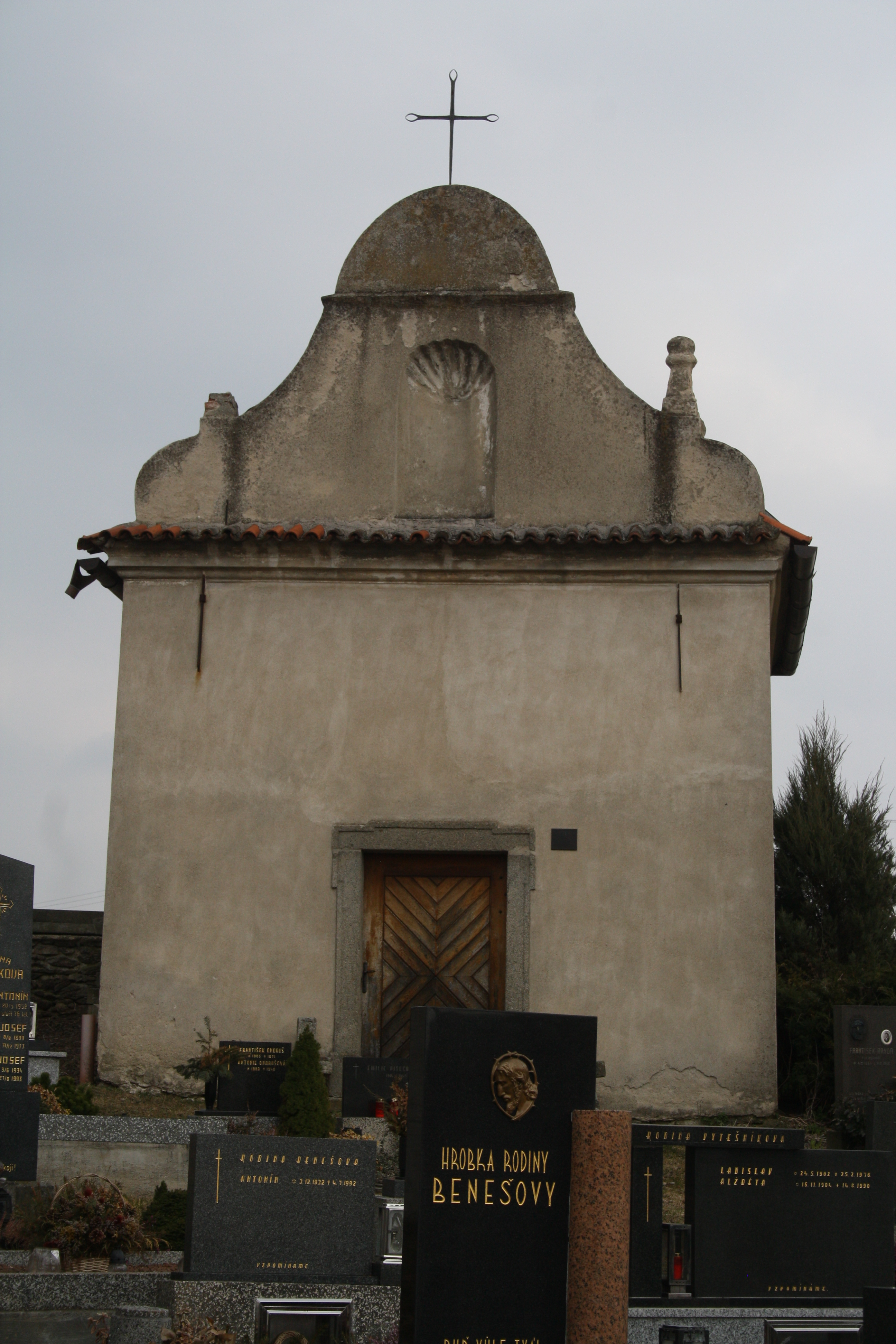
Pohřební kaple poblíž kostela